# هنری الیبکیان
هنری واغارشاکی الیبکیان (ارمنی: Հենրի Վաղարշակի Էլիբեկյան؛  ۲ ژانویهٔ ۱۹۳۶ – ۲۰ اکتبر ۲۰۱۹) یک نقاش و مجسمه‌ساز اهل ارمنستان بود. وی بین سال‌های - تا - میلادی فعالیت می‌کرد.

## زندگی‌نامه
وی در ۲ ژانویهٔ ۱۹۳۶ در تفلیس به دنیا آمد و از انستیتو دولتی هنری و نمایشی ایروان فارغ‌التحصیل شد. وی همچنین برندهٔ جوایزی همچون چهره هنری شایسته جمهوری ارمنستان (۱۹۹۰) و جایزه پوغوسیان شده است. وی در ۲۰ اکتبر ۲۰۱۹ در سن ۸۳ سالگی در مسکو درگذشت.